# Gharb Veyseh
Gharb Veyseh (persiska: وَيسِه, وِيسِه, ويزِه, غرب ویسه) är en ort i Iran.   Den ligger i provinsen Kurdistan, i den nordvästra delen av landet, 500 km väster om huvudstaden Teheran. Gharb Veyseh ligger 1 485 meter över havet och antalet invånare är 825.
Terrängen runt Gharb Veyseh är kuperad norrut, men söderut är den bergig. Runt Gharb Veyseh är det ganska tätbefolkat, med 60 invånare per kvadratkilometer. Närmaste större samhälle är Marivan, 11,4 km norr om Gharb Veyseh. Trakten runt Gharb Veyseh består i huvudsak av gräsmarker.